# Jimmy Santiago Baca

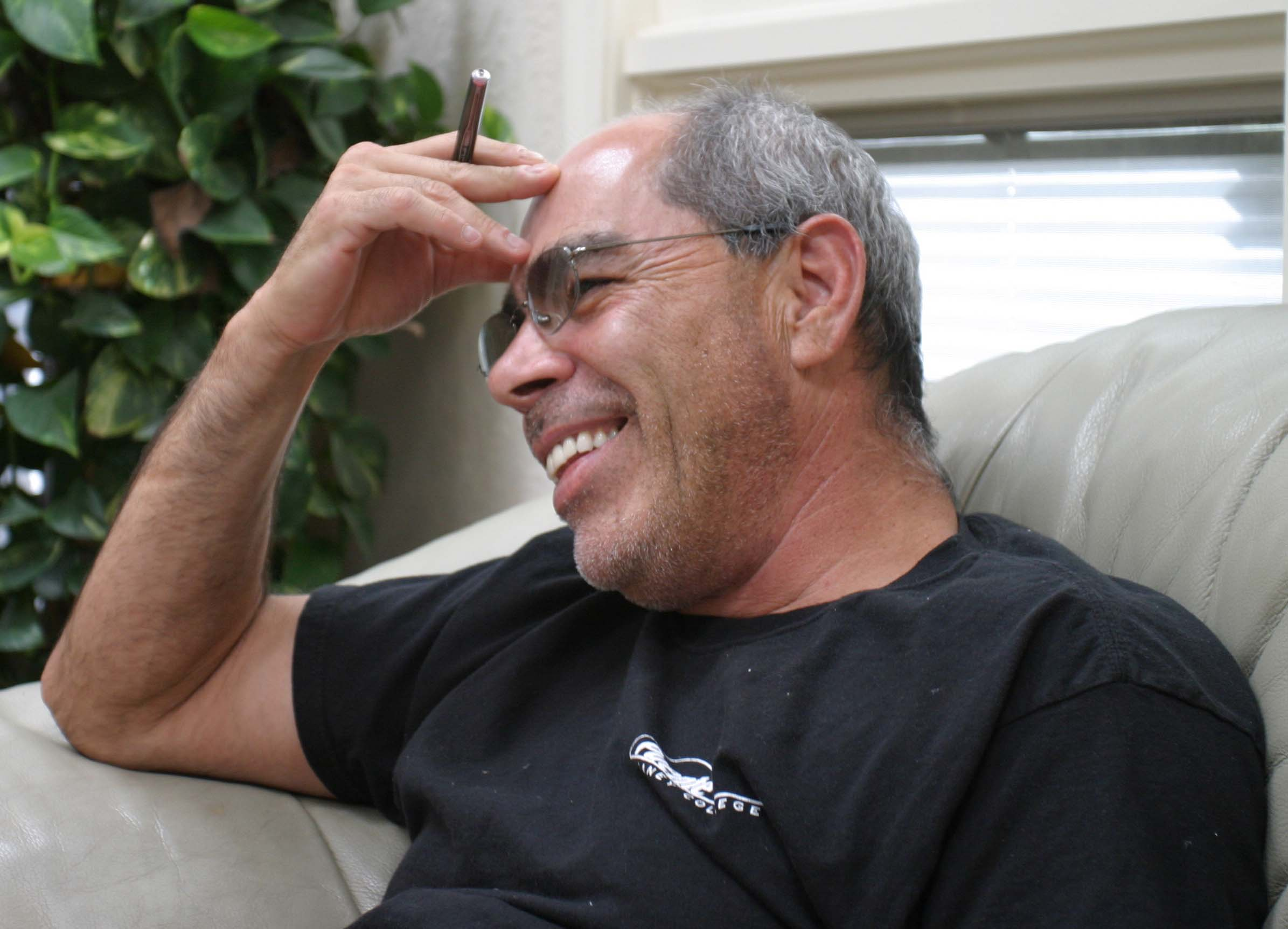
Jimmy Santiago Baca, photographed by Gloria Graham during the video taping of Add-Verse, 2004.

Jimmy Santiago Baca (Santa Fe, Nuevo México, Estados Unidos; 2 de enero de 1952) es un escritor estadounidense.
Sus padres lo abandonaron a la edad de dos años y vivió con su abuela antes de ingresar en un orfanato, de donde se fugó a la edad de trece años. A los veintiún años fue condenado a cinco años en una prisión de máxima seguridad por problemas con las drogas. En la prisión aprendió a leer y escribir y comenzó a componer poesía. Además de varias novelas y colecciones poéticas, Baca escribió el guion para la película Blood in Blood Out, que fue distribuida por Hollywood Pictures en 1993.